# Sander Boumans
Jacobus Alexander „Sander” Boumans (ur. 22 kwietnia 1893 w Hoboken, zm. 6 listopada 1952 w Antwerpii) – belgijski zapaśnik walczący w stylu klasycznym. Olimpijczyk z Antwerpii 1920, gdzie zajął czwarte miejsce w wadze piórkowej.

## Turniej wAntwerpii 1920
| Konkurencja          | Rundy eliminacyjne   | Rundy eliminacyjne   | Rundy eliminacyjne   | Finały                | Finały                  | Finały                  | Finały                   | Klas. końcowa |
| Konkurencja          | Przeciwnik I         | Przeciwnik II        | 1/4                  | 1/2                   | Turniej o srebrny medal | Turniej o srebrny medal | Turniej o brązowy medal  | Miejsce       |
| -------------------- | -------------------- | -------------------- | -------------------- | --------------------- | ----------------------- | ----------------------- | ------------------------ | ------------- |
| 60 kg styl klasyczny | Willem Roels (NED) Z | Piero Vaglio (ITA) Z | Enrico Porro (ITA) Z | Oskari Friman (FIN) P | Daniel Gallery (USA) Z  | Heikki Kähkönen (FIN) P | Fritiof Svensson (SWE) P | 4.            |